# ورشو، سال ۵۷۰۳
ورشو، سال ۵۷۰۳ (لهستانی: Warszawa. Année 5703) یک فیلم درام عاشقانه به کارگردانی یانوش کیوفسکی است که در سال ۱۹۹۲ منتشر شد. این فیلم دربارهٔ یک زن و شوهر در دههٔ سوم زندگی‌شان است که از گتوی ورشو می‌گریزند.

## گزیدهٔ بازیگران
- لمبرت ویلسون
- هانا شیگولا
- ژولی دلپی
- کشیشتف زالسکی
- ووادیسواف کووالسکی
- پاوئو نوویش
- لئون نیمچیک